# Gnamptogenys kempfi
Gnamptogenys kempfi is een mierensoort uit de onderfamilie van de Ectatomminae. De wetenschappelijke naam van de soort is voor het eerst geldig gepubliceerd in 1964 door Lenko.